# Хамон I де Динан
Хамон I (фр. Hamon Ier; ум. после 1030) — первый виконт де Динан и д’Але, сеньор де Доль, основатель дома де Динан.

## Биография

### Правление
Хамон был незаконным сыном виконта де Туар Эмери III, от которого и получил виконтство Динан. Виконтом де Туар стал его дядя Савари III.
Хамон был первым виконтом Динана и представителем дома де Динан. Вероятно, его женой была Роантелина, как предполагается, дочь Риваллона I, сеньора де Доль. Этот брак дал Амону возможность объединить сеньорию Доль с его виконтством. Точные даты смерти Хамона и его жены неизвестны. Вероятно, они умерли после 1030 года.
Хамон имел как минимум четырех или пятерых сыновей. Первый из них, Хамон II, упоминается в записях аббатства Редон в 1029/1037 году. Он стал виконтом Але, которое также входило в состав владений его отца. Его ветвь угасла со смертью его внука Эрве. Другой сын Хамона I, Жюнгоний, стал вначале аббатом Доля, а в 1030 году стал епископом в этой епархии. В разделе остальных владений принимали участие два других сына Хамона — Гозлен I и Риваллон II. Гозлену досталась часть виконтства отца, ставшая называться сеньорией Динан, а Риваллон унаследовал владения матери, вероятно уже скончавшейся, включая сеньорию Доль.

### Брак и дети
Жена: Роантелина (умерла после 5 апреля 1030), дочь Риваллона I, сеньора де Доль. Дети:
- Хамон II, виконт д'Але и де Пудувр
- Жюнгоний, аббат, затем епископ Доля
- Гозлен I, сеньор де Динан
- Риваллон II (ум. после 1064/1065), сеньор де Доль
- Имогена д’Але (ум. между 1064 и 1066); муж — Теуариус де Шатобриан, сеньор де Шатобриан

Также иногда сыном Хамона называют:
- Саломон д’Але (ум. 1014)